# Culicoides hawsi
Culicoides hawsi är en tvåvingeart som beskrevs av Wirth och Rowley 1971. Culicoides hawsi ingår i släktet Culicoides och familjen svidknott. Inga underarter finns listade i Catalogue of Life.